# 方孝标
方孝標（1617年—？），原名玄成，字孝標，為避康熙帝玄燁諱，以字行。安徽桐城人，清代政治人物。

## 生平
明萬曆四十五年（1617年）生，清順治六年（1649年）進士。早年在雲南追隨吳三桂，三藩之亂前降清，曾任內弘文院侍讀學士，人稱方學士。方孝標撰寫《滇黔紀聞》，尊崇前明年號，戴名世著《南山集》時加以引用。南山案爆發，戴名世被斬首，因方孝標已死，被戮屍銼骨。方孝標之子謫戍黑龍江，“寧古塔人知書，由方孝標後裔謫戍者開之。”